# 悅目
悅目（英語：La Lumiere），位於紅磡鶴園利工街9號（近紅磡消防局和佛光街天橋），為長江實業旗下的首個限呎項目，由旗下的高衛物業管理負責物業管理，建築師為周余石（香港）。項目於2015年農曆年開售，2016年12月入伙。

## 住宅
項目以單幢式設計，樓高26層，共提供216伙單位，均為實用面積約400平方呎之2房戶。另設2戶連平台及9戶連天台特色單位。其中，每層4戶為獨立式廚房設計，約佔90伙；其餘5戶均為開放式廚房設計單位，約佔115伙，佔單位總數超過一半。礙於限呎條款，全部單位不設露台及工作平台。
所有樓宇均採用東芝提供的升降機。

## 設施
項目地下至2樓為住客會所，地庫設停車場，提供42個車位。

## 建築圖像

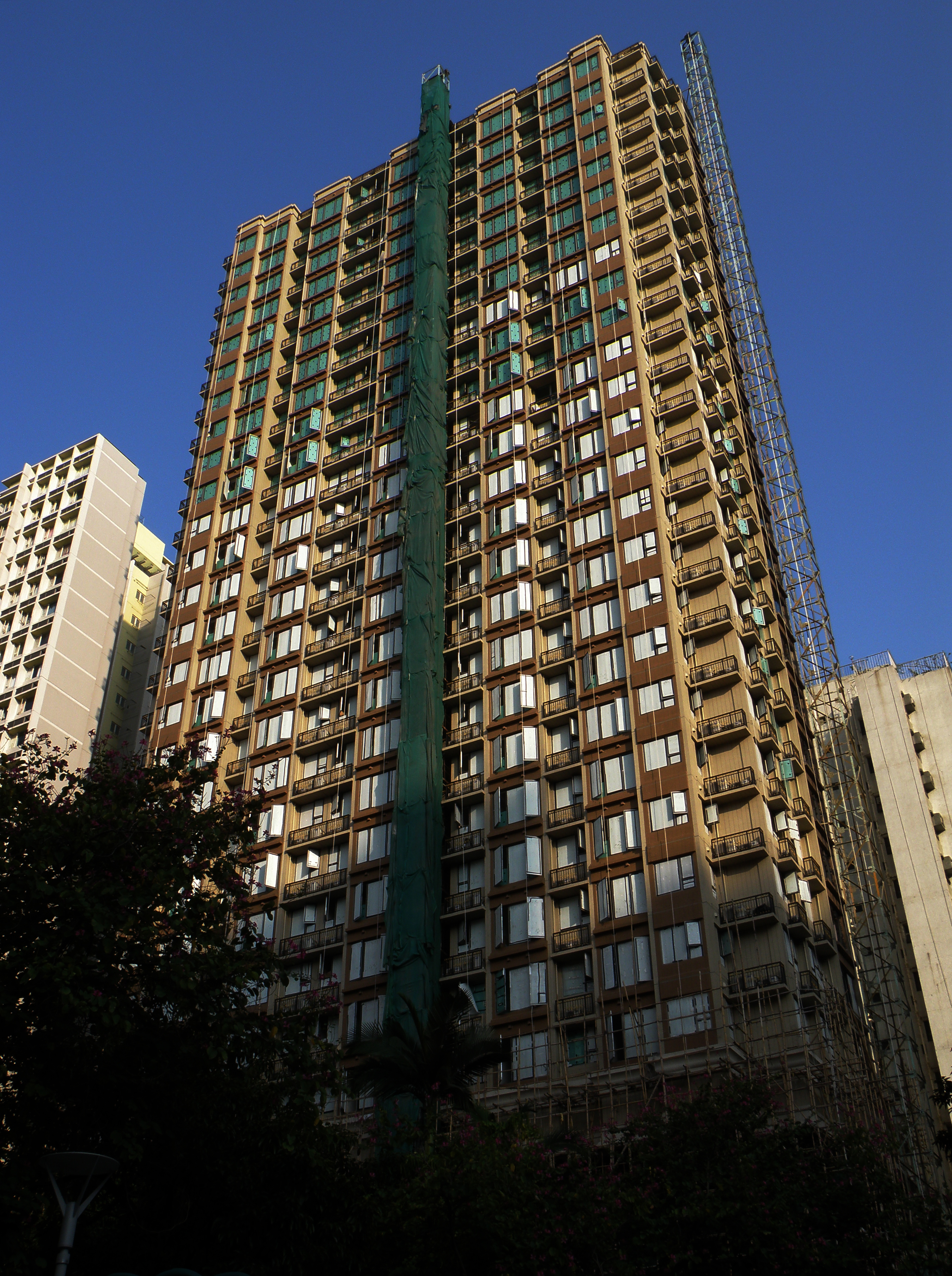
2016年1月
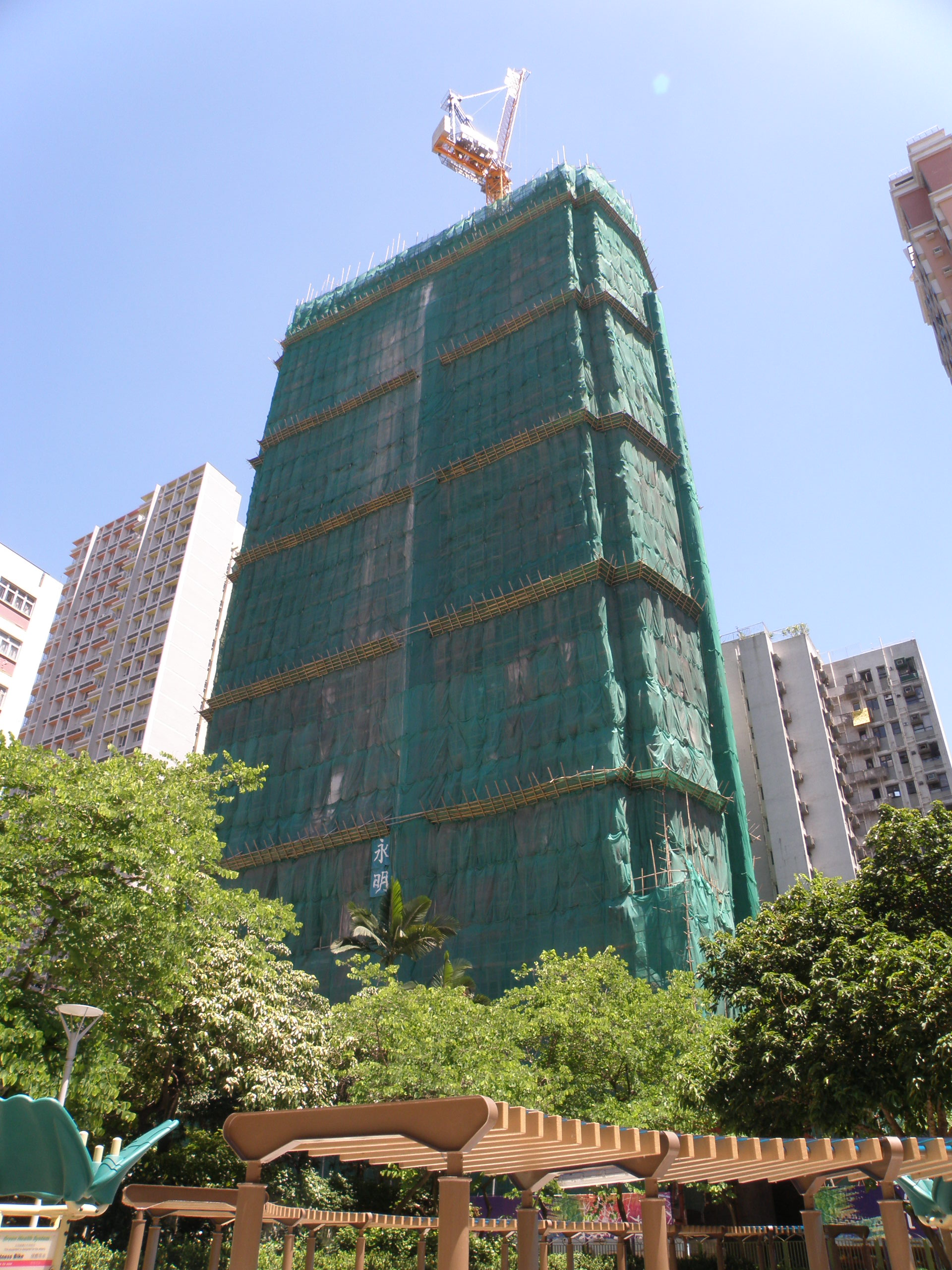
2015年6月
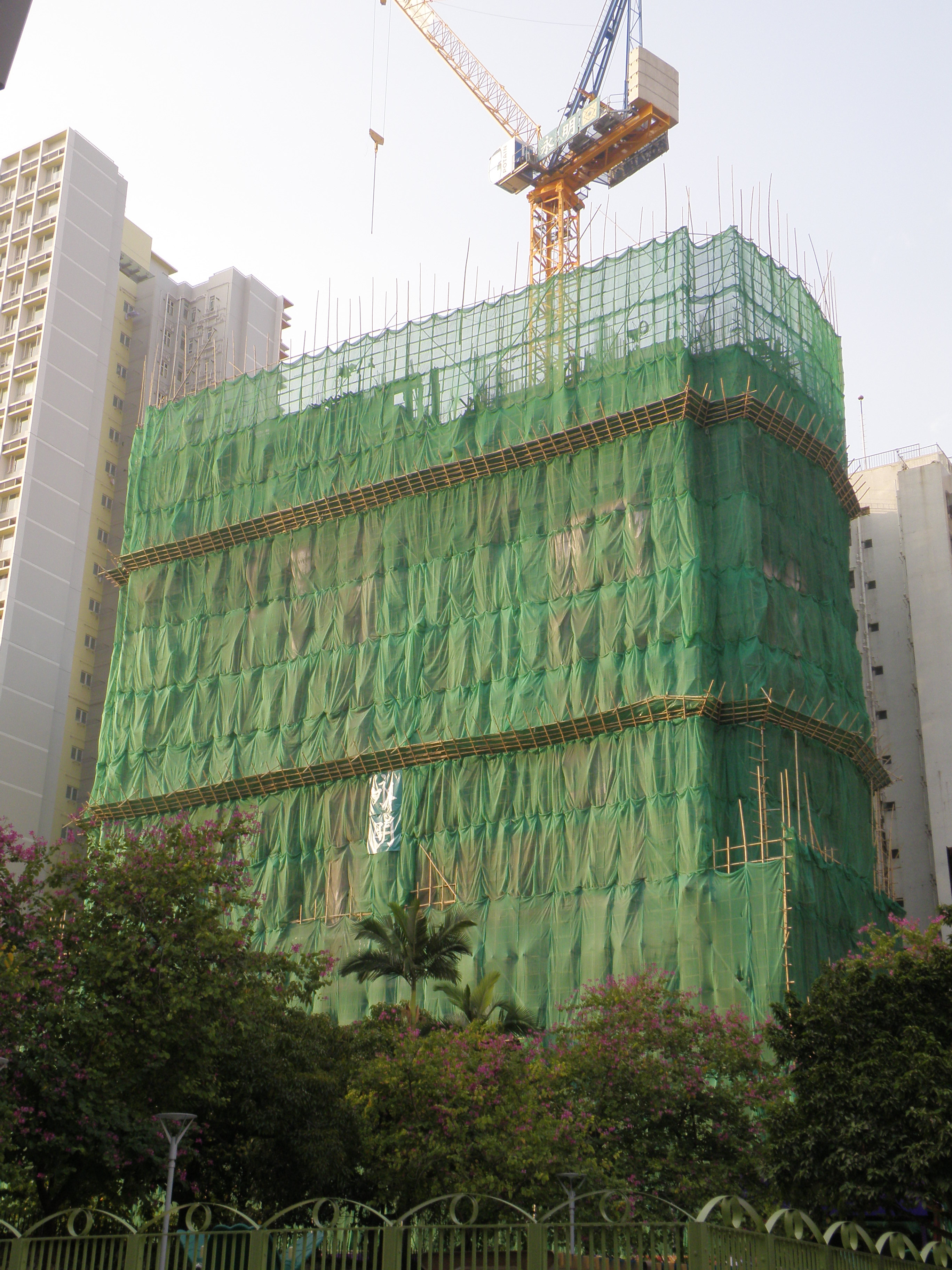
2015年2月

## 附近物業
- 紅磡花園
- 昇御門
- 家維邨